# Genji Monogatari
Genji Monogatari (源氏物語), o El relat de Genji, és una obra destacada de la literatura japonesa, escrita en el segle xi durant l'auge del període Heian i atribuïda a l'escriptora japonesa Murasaki Shikibu. Gran part de la importància d'aquesta obra recau en el fet que se la considera la primera novel·la (o la primera novel·la moderna), així com la primera novel·la psicològica o la primera novel·la a considerar-se un clàssic, punt que encara és motiu de debat (vegeu Importància).
La primera traducció parcial de Genji Monogatari a l'anglès és de Suematsu Kenchō. Arthur Waley va fer una traducció lliure de tota la novel·la menys un capítol. Edward Seidensticker va completar la primera traducció íntegra a l'anglès usant un mètode més literal que el de la traducció de Waley. La traducció més recent a l'anglès, de Royall Tyler l'any 2001, també prova de ser fidel al text original. Marutei Tsurunen, membre de la Dieta del Japó, va fer-ne una important traducció al finès.

## Introducció
Genji Monogatari va ser escrit capítol rere capítol en terminis, mentre Murasaki anava repartint el conte a les dones de l'aristocràcia (el yokibito). Té molts elements que es poden trobar en una novel·la:
- Un protagonista principal i un nombre molt gran de personatges secundaris amb més o menys importància
- Una caracterització molt ben desenvolupada de la majoria dels personatges
- Una seqüència d'esdeveniments que es desenvolupen al llarg d'un període, abraçant la vida del protagonista principal i fins i tot més enllà.

L'obra no fa ús d'una trama; en canvi, com a la vida real, els esdeveniments només passen i els caràcters de l'obra evolucionen amb ells, van creixent. Un tret notable del Genji, i de l'habilitat de Murasaki, és la seva consistència interna, malgrat un dramatis personae d'aproximadament quatre-cents personatges. Per exemple, tots els personatges envelleixen amb el pas del temps, i totes les relacions familiars i feudals són coherents al llarg de tots els capítols de l'obra.
Una complicació per a lectors i traductors del Genji és que gairebé a cap personatge en el text original no se li dona un nom explícit. Els personatges s'atribueixen, en canvi, per la seva funció o paper (p. ex. Ministre de l'Esquerra), o bé un nom honorífic (p. ex. Sa Excel·lència), o per la seva relació amb altres personatges (p. ex. Hereu Aparent), i que tot pot canviar mentre la novel·la progressa. Aquesta manca de noms prové de les maneres de la cort de l'era Heian que haurien fet inacceptablement familiar i esmussat esmentar lliurement el nom d'un dels personatges. Els lectors moderns i els traductors tenen, en menor o major mesura, diversos renoms utilitzats per estar al corrent dels molts personatges. (Vegeu una llista de personatges de Genji Monogatari).

## Valor literari
| «                                      | Genji Monogatari, a la traducció feta per Arthur Waley, està escrita amb una naturalitat sorprenent, i el que ens interessa no és l'exotisme —l'horrible paraula— sinó les passions humanes de la novel·la. Aquest interès està justificat: l'obra de Murasaki és el que hom pot anomenar amb precisió una novel·la psicològica. […] Repto a llegir aquest llibre a tots aquells que llegeixen els meus. La traducció anglesa que ha inspirat aquesta breu i insuficient nota s'anomena The Tale of Genji. | » |
| — Jorge Luis Borges, The Total Library | |   |

Genji Monogatari és una important obra de ficció de la literatura japonesa, i nombrosos autors moderns l'han citat com una font d'inspiració. És digne de menció per la seva consistència interna, descripció psicològica i caracterització. El novel·lista Yasunari Kawabata va dir en el seu discurs durant l'entrega del Premi Nobel: «Genji Monogatari és el punt culminant de la literatura japonesa. Encara avui en dia no hi ha hagut una obra de ficció comparable a ella».

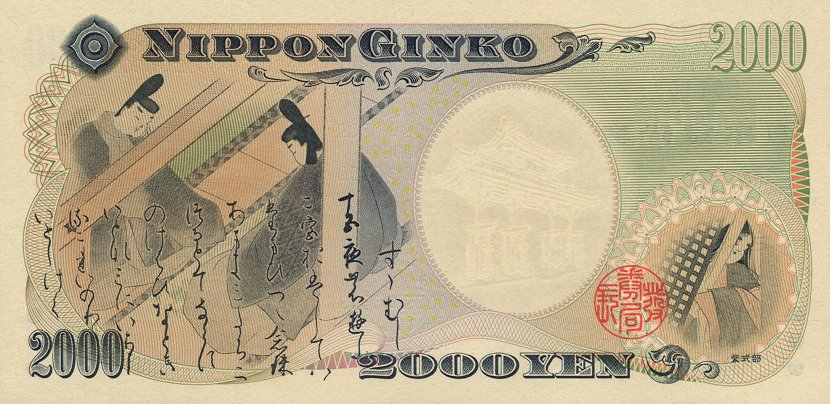
Bitllet de 2.000 iens amb el Genji Monogatari i Murasaki Shikibu al costat dret

Al Genji se l'ha referit sovint com la «primera novel·la», tot i que hi ha un considerable debat sobre aquest tema; una part del debat és si Genji pot ser considerada una novel·la. Alguns consideren que la introspecció psicològica, la complexitat i la unitat d'aquest treball la qualifiquen per obtenir el status de «novel·la», mentre desqualifiquen alguns treballs previs de la prosa de ficció. Altres veuen aquests arguments com a subjectius i poc convincents. Declaracions relacionades, potser en un intent d'esquivar aquest debat, estan encarades al fet que Genji Monogatari és la «primera novel·la psicològica», la primera novel·la per ser considerada un clàssic o uns altres termes més qualificats. Afirmar que és la primera novel·la del món inevitablement nega les reclamacions de Dafnis i Cloe i Aethiopica en grec, que Longus i Heliodor d'Emesa respectivament van escriure, els dos al voltant del segle iii, i en llatí, el Satíricon de Petroni al segle i i L'ase daurat de Luci Appuleu al segle ii, així com Kādambarī en sànscrit que Bāṇabhaṭṭa va escriure al segle vii. El debat també existeix en japonès, amb la comparació entre els termes monogatari —'conte'— i shōsetsu —'novel·la'.
La novel·la i altres treballs de Lady Murasaki són estàndards bàsics en el currículum de les escoles japoneses. El Banc del Japó va editar bitllets de 2.000 iens en el seu honor, mostrant una escena de la novel·la basada en el rotlle il·lustrat del segle dotzè.

## Autoria

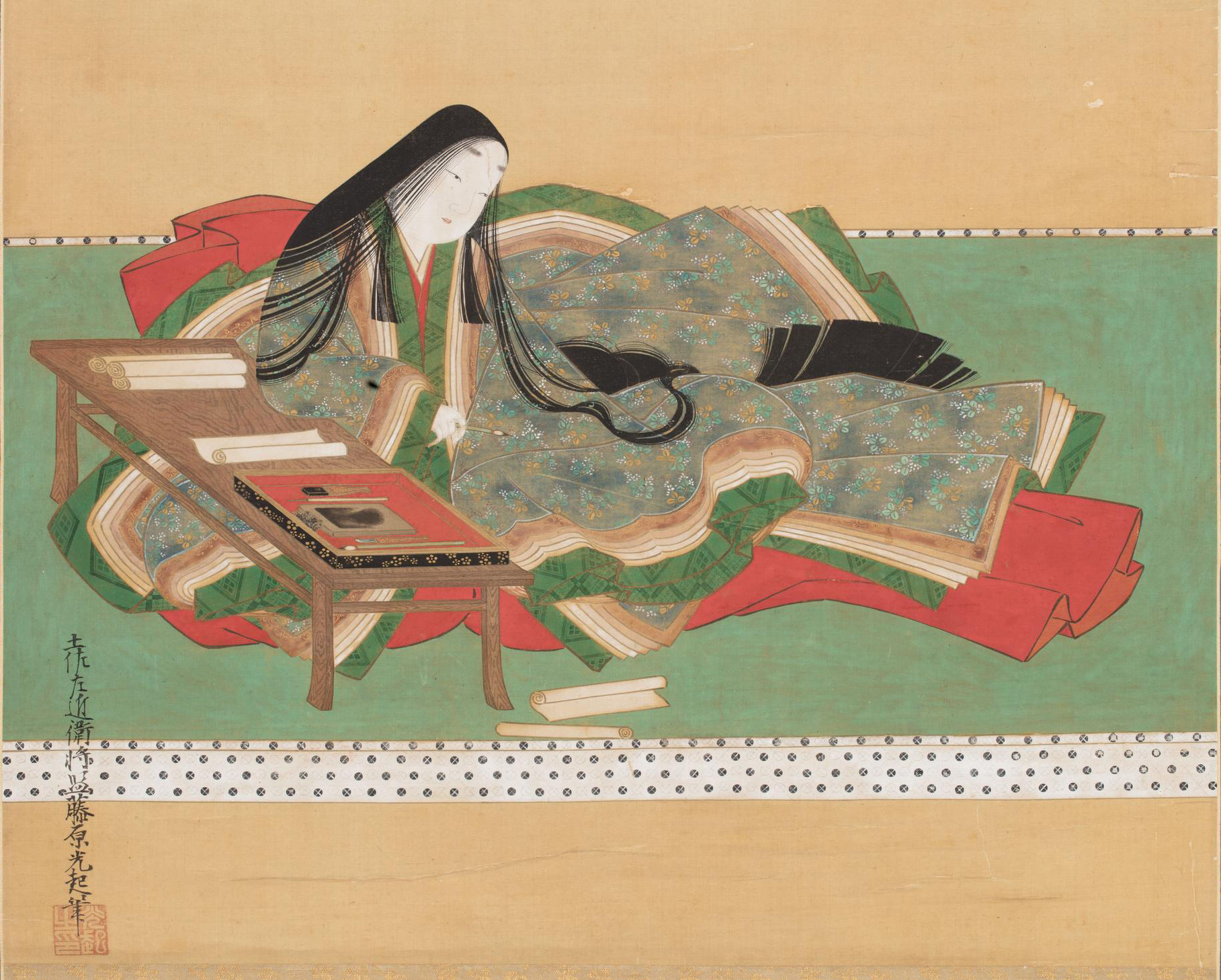
Murasaki Shikibu en una il·lustració de Tosa Mitsuoki, que va realitzar una sèrie dedicada al Genji Monogatari.

El debat sobre quina part del Genji va ser realment escrita per Murasaki Shikibu ha estat vigent durant centúries i segurament, mai finalitzarà llevat que es realitzi un gran descobriment històric. Està acceptat de forma general que el conte va finalitzar-se, en la forma que el podem veure actualment, l'any 1021, quan l'autor de Sarashina Nikki va escriure una coneguda entrada al seu diari sobre la joia que li produïa el fet d'haver adquirit una còpia completa del conte. Ella va escriure que eren aproximadament cinquanta capítols i menciona un personatge introduït cap al final del treball; per tant, si altres autors a part de Murasaki Shikibu van treballar en el conte, el treball va ser fet en una data molt pròxima al moment en què es va escriure l'entrada del diari. El mateix diari de Murasaki Shikibu inclou referències a l'obra en qüestió, i de fet, en destaca l'aplicació a si mateixa del nom de Murasaki al·ludint al personatge femení principal de l'obra. Aquesta entrada del diari confirma que una part, si no tota l'obra, estava disponible el 1008 quan evidències internes suggereixen de forma convincent que l'entrada va ser escrita.
Yosano Akiko, la primera autora a realitzar una traducció moderna del Genji, creia que Murasaki Shikibu només havia escrit els capítols que van des del principi fins al trenta-tresè, i que els capítols del trenta-cinc al cinquanta-quatre van ser escrits per la seva filla Daini. La presència d'un dels pocs d'errors de continuïtat en el capítol quaranta-quatre també ha fet dubtar sobre l'autoria d'aquests últims capítols.
D'acord amb la introducció de Royall Tyler a la seva feina de traducció a l'anglès, anàlisis informàtiques recents han fet augmentar de forma «estadísticament significant» les discrepàncies d'estil entre els capítols 45-54 i la resta, i també entre els primers capítols. Però aquesta discrepància també es pot explicar per un canvi en l'actitud de l'autor a mesura que es feia gran, i s'ha pensat sovint que els capítols inicials van ser editats amb la forma actual un temps després del que realment s'havien escrit.
Un dels arguments més freqüents que s'usen en contra la hipòtesi de la múltiple autoria és que el Genji és una obra de tal genialitat que el fet que algú amb la mateixa o superior genialitat que Murasaki és inversemblant que continués l'obra.

## Argument

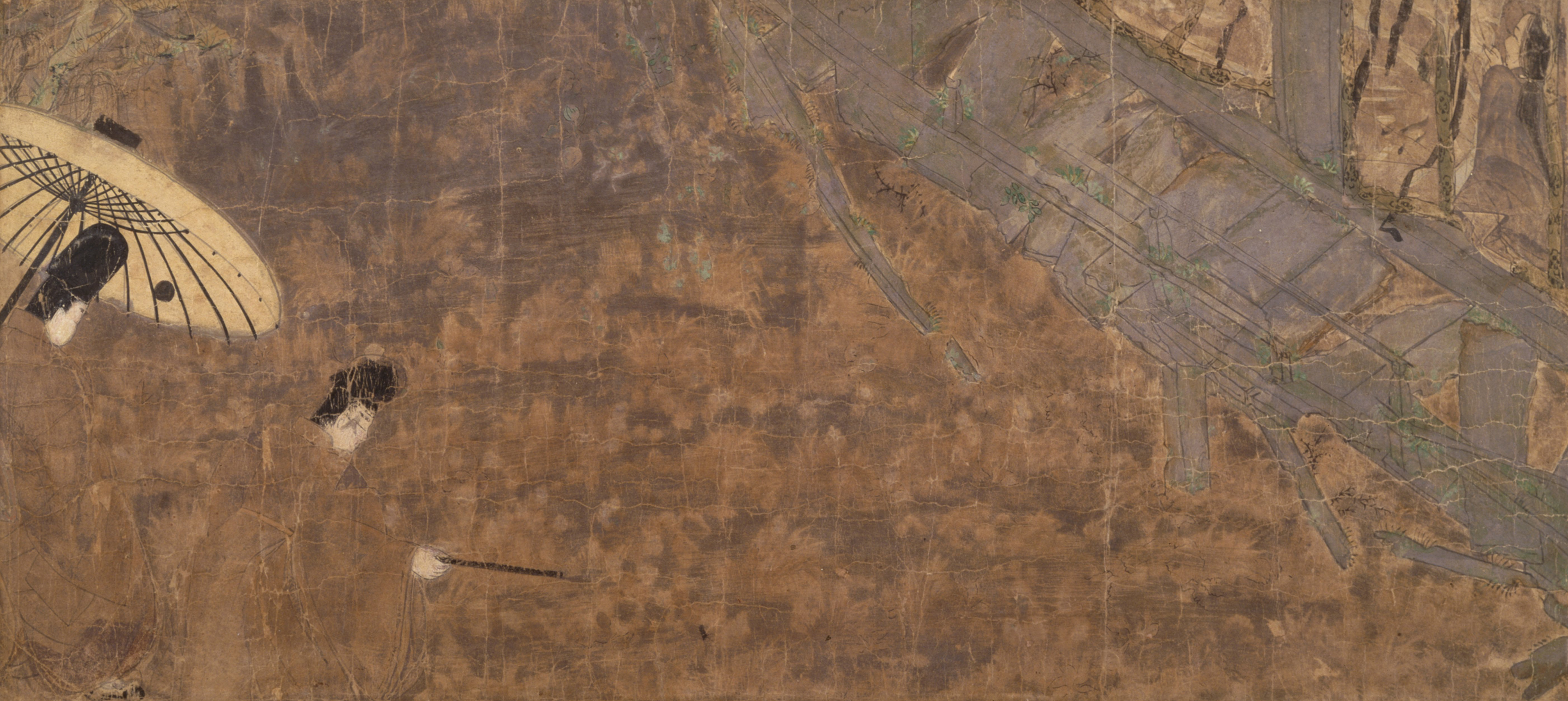
Il·lustració del cap. 15: 蓬生 Yomogiu («Pèrdua d'herbes»). Escena provinent del rotlle del Genji Monogatari Emaki guardat al Museu d'Art Tokugawa

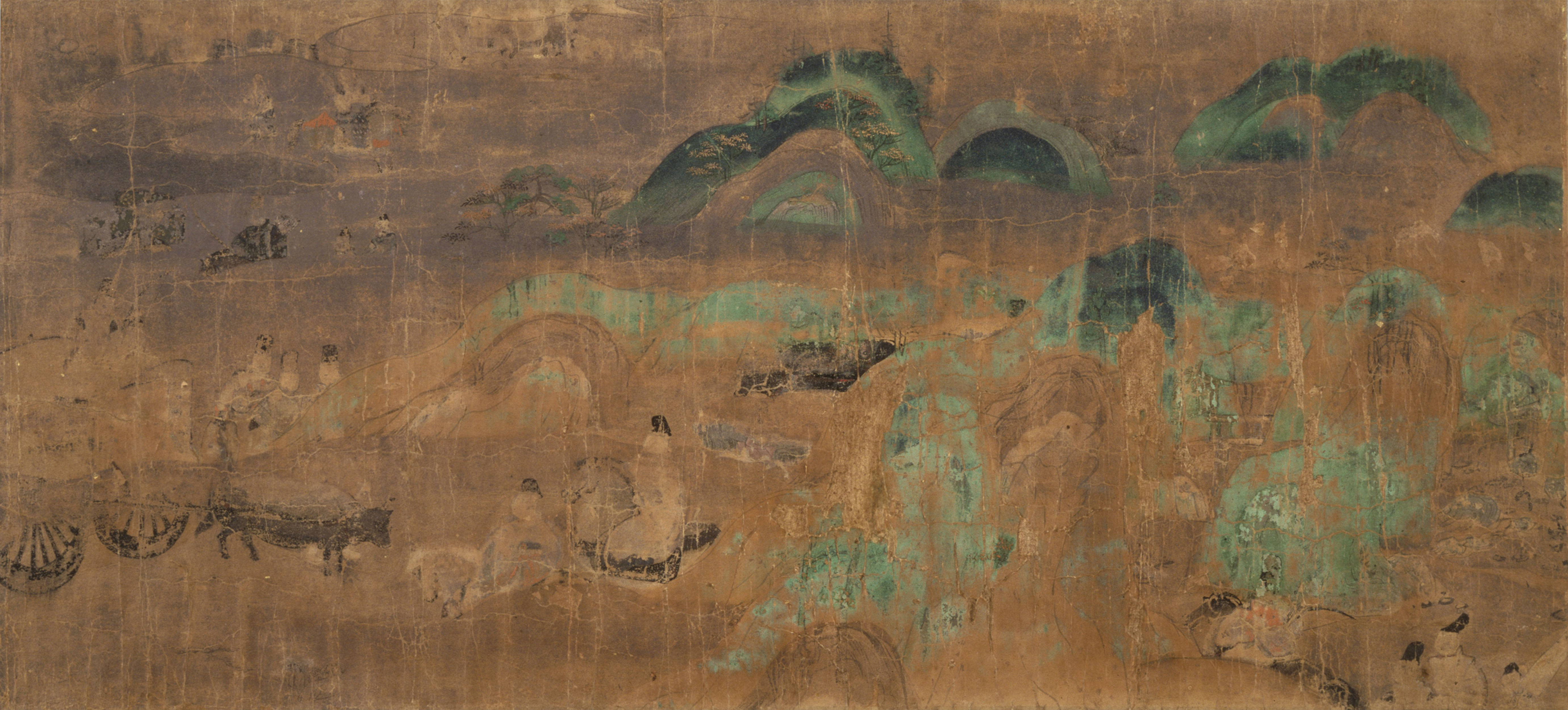
Il·lustració del cap. 16: 関屋 Sekiya («En el pas»). Escena provinent del rotlle del Genji Monogatari Emaki guardat al Museu d'Art Tokugawa

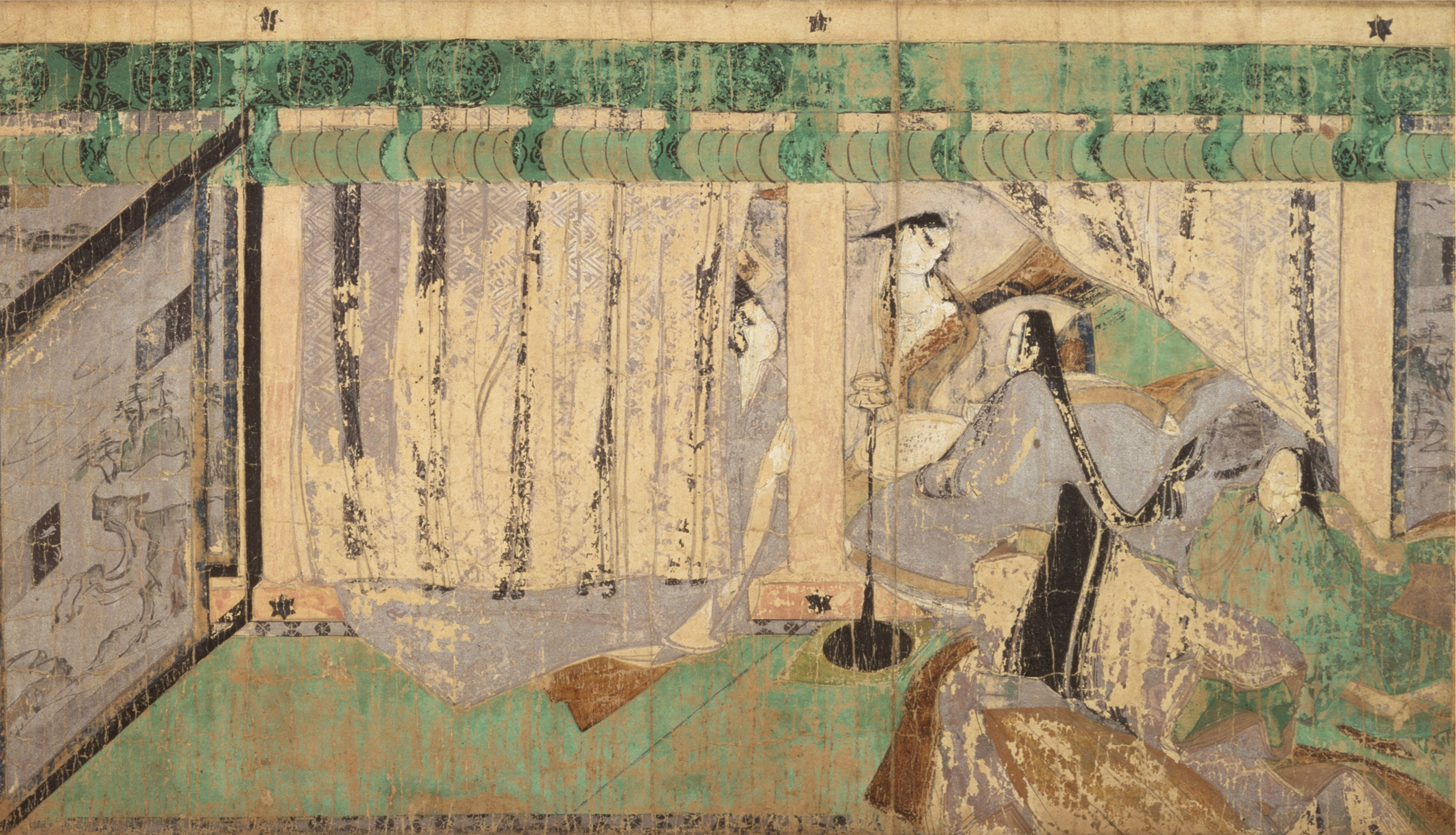
Il·lustració del cap. 37: 横笛 Yokobue («Flauta»). Escena provinent del rotlle del Genji Monogatari Emaki guardat al Museu d'Art Tokugawa

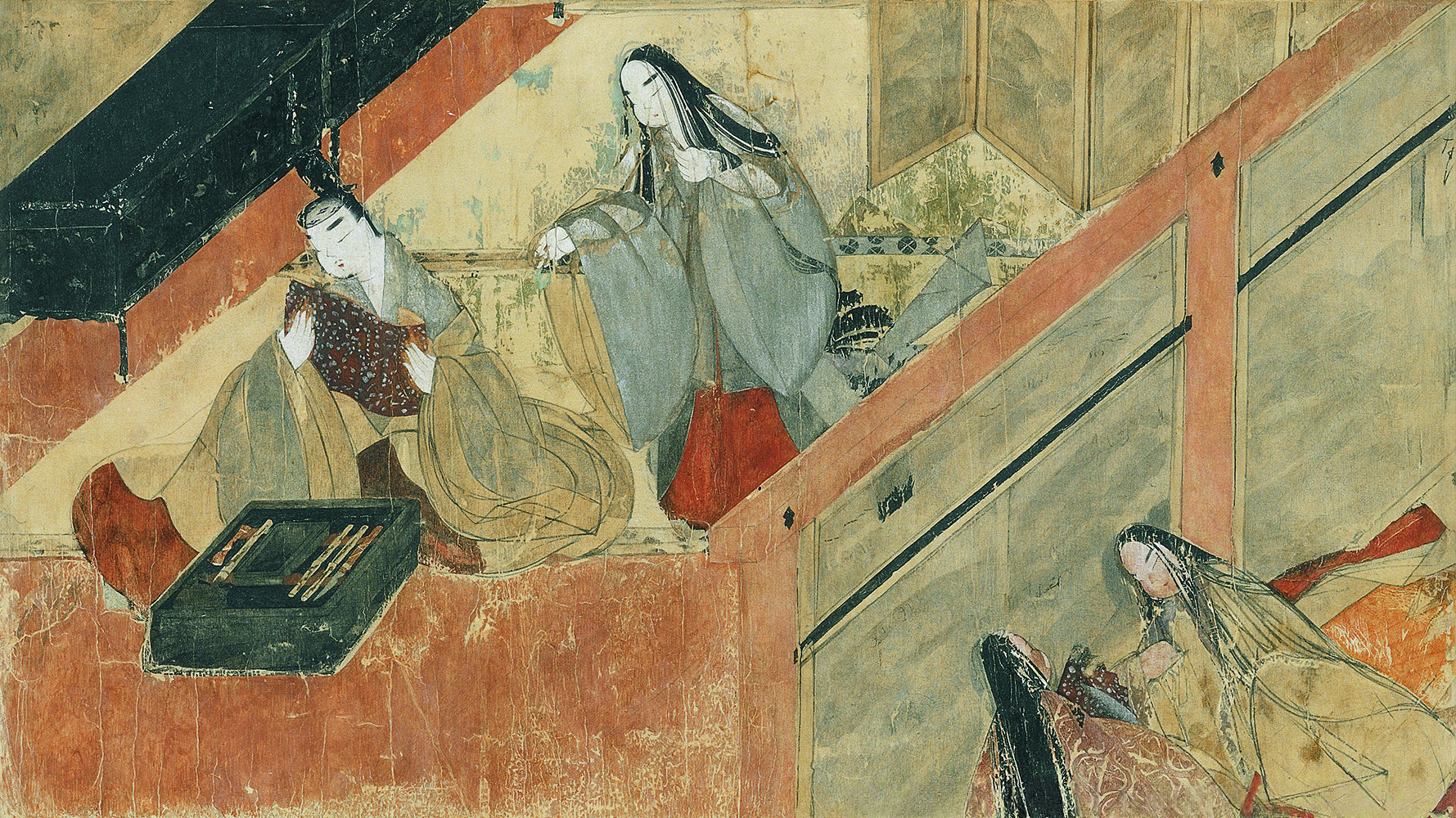
Il·lustració del cap. 39: 夕霧 Yugiri («Boirina del vespre»). Escena provinent del rotlle del Genji Monogatari Emaki guardat al Gotoh Museum

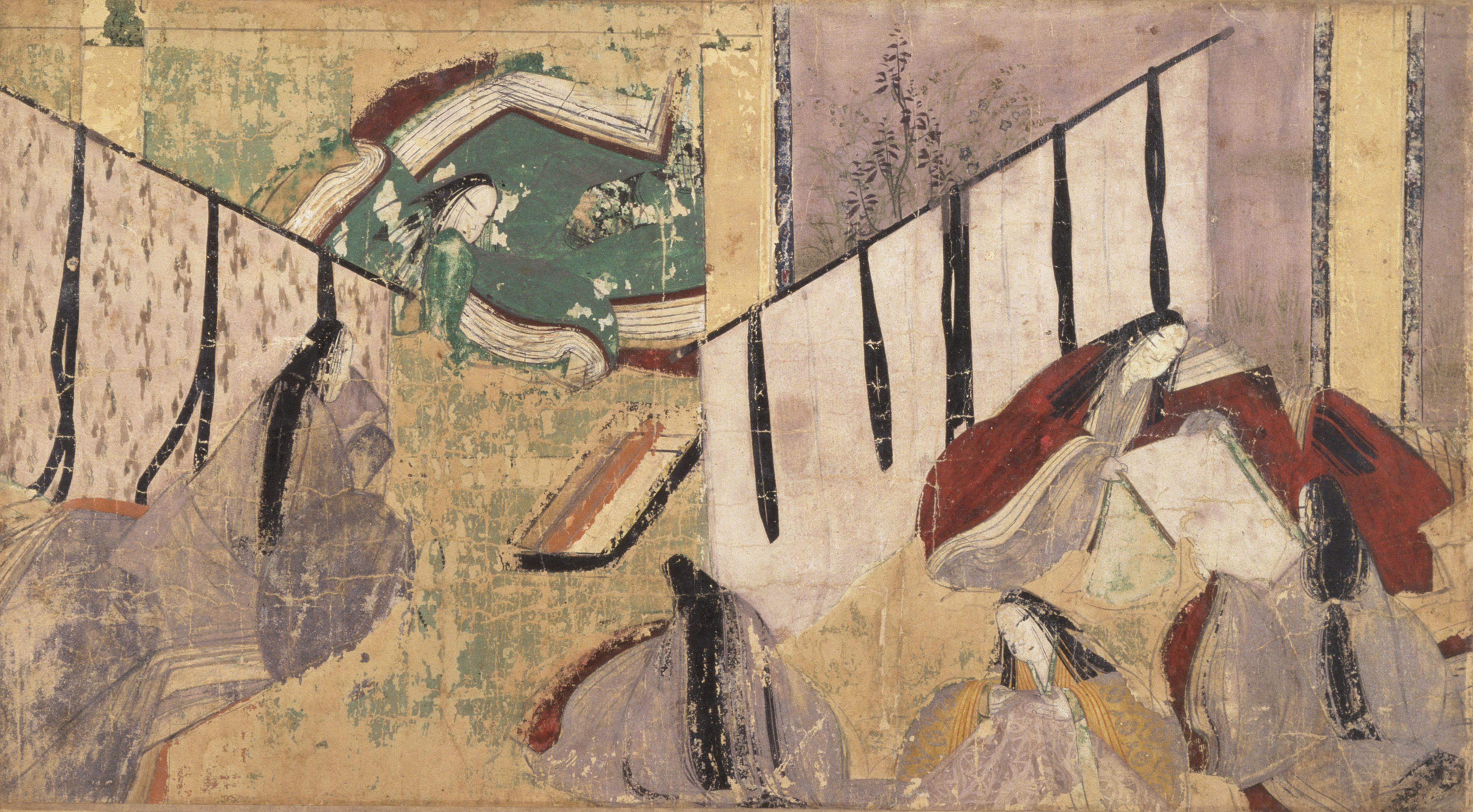
Il·lustració del cap. 48: 早蕨 Sawarabi («Rebrots de falguera»). Escena provinent del rotlle del Genji Monogatari Emaki guardat al Museu d'Art Tokugawa

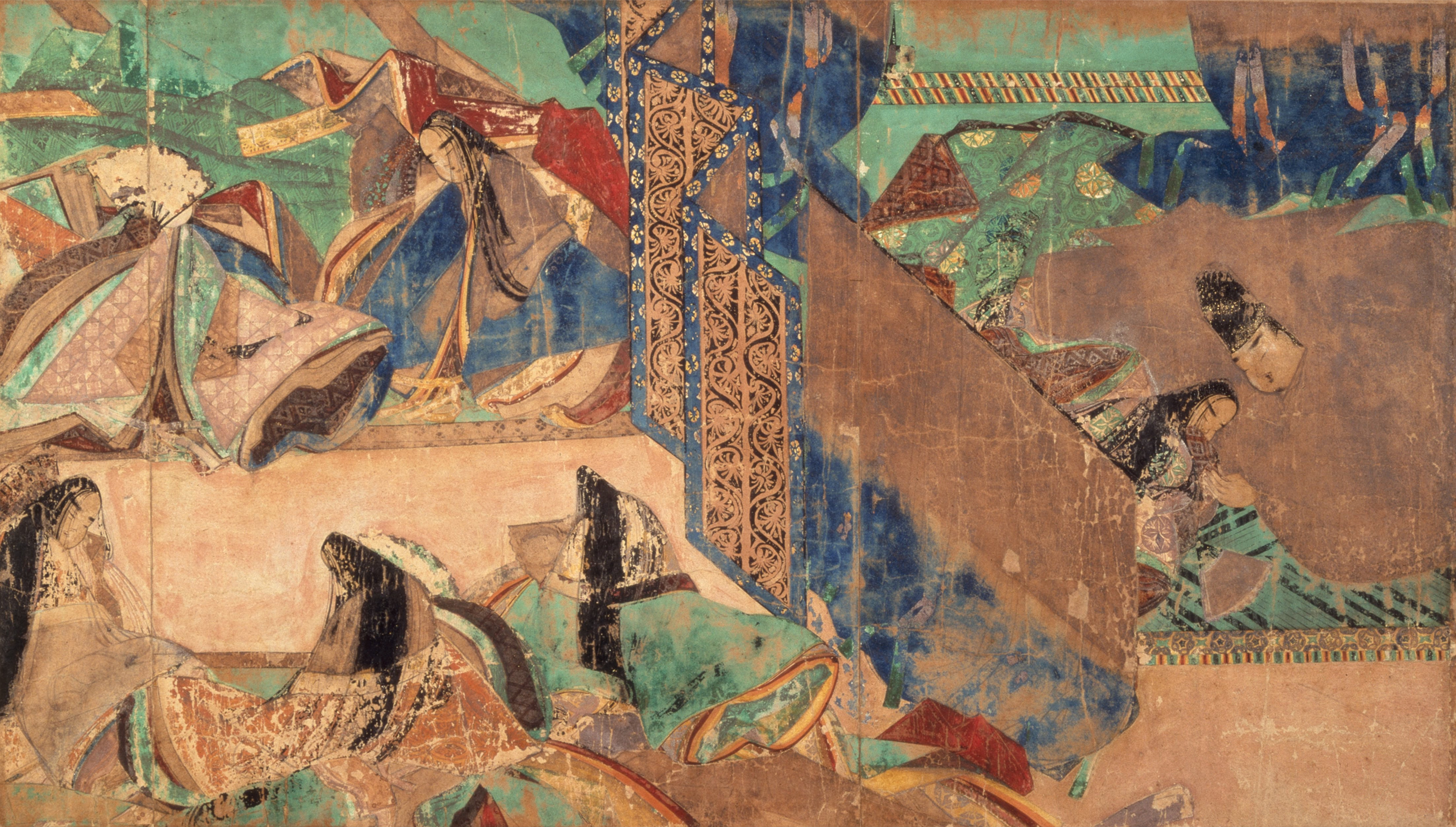
Il·lustració del cap. 48: 宿り木 Yadorigi («Heura»). Escena provinent del rotlle del Genji Monogatari Emaki guardat al Museu d'Art Tokugawa

### Introducció
L'obra recull a vida d'un fill d'un emperador japonès, conegut per als lectors com a Hikaru Genji, o «Shining Genji». Ni la denominació és el seu nom real: Genji (源氏) és simplement una altra manera de llegir els caràcters xinesos del clan Minamoto (源の氏, Minamoto-no-Uji) de la vida real, al qual Genji va pertànyer. Per raons polítiques, Genji és relegat a la condició més comuna (donant-li el cognom Minamoto) i comença una carrera com a funcionari imperial. El relat se centra en la vida romàntica de Genji i descriu els costums de la societat aristocràtica de l'època. Es fan grans esforços per la bona aparença de Genji.
Genji era el segon fill d'un antic emperador i una concubina de baix rang (coneguda pels lectors com a Lady Kiritsubo). La seva mare mor quan Genji té únicament tres anys, i l'Emperador no pot oblidar-la. L'Emperador llavors sent a parlar d'una dona («Senyora Fujitsubo»), formalment la princesa de l'emperador que el va precedir, que s'assembla a la seva concubina desapareguda, i que més tard passarà a ser la seva nova esposa (Aoi no Ue).
També s'involucra en una sèrie de frustrants amors amb altres dones. En la majoria dels casos, els seus avenços són rebutjats, la seva amant mor de sobte durant el romanç, o bé troba avorrida la seva amant, segons el cas. En cas determinat, ell veu a una bella dona a través d'una finestra oberta i entra a l'habitació sense cap mena de permís, i la força a mantenir relacions sexuals amb ell. Reconeixent en ell l'home amb un poder indiscutible, no ofereix resistència, dient només que «algú podria escoltar-nos». Ell replica: «puc anar on vulgui i fer el que vulgui».

### Desenvolupament
Genji visita Kitayama, l'àrea muntanyosa i rural al nord de Kyoto, on troba una preciosa nena de 10 anys. Ell se sent fascinat per aquesta petita nena («Murasaki»), i descobreix que ella és una neboda de la «Senyora Fujitsubo». Finalment, ell la segresta, la porta al seu propi palau i l'educa per a ser la seva dona ideal; com la «Senyora Fujitsubo». Durant aquest temps, Genji també es troba de forma secreta amb la Lady Fijutsubo, i ella engendra al seu fill. Tothom excepte els dos enamorats creuen que el pare de la criatura és l'Emperador. Després, el noi es converteix en l'hereu a la corona i Senyora Fujitsubo en l'Emperadriu, però Genji i Fujitsubo juren mantenir el secret.
Genji i la seva esposa Lady Aoi es reconcilien i ella dona a llum a un fill, però ella mor poc després. Genji es troba afligit i trist, però troba consol en Murasaki, amb qui es casa. El pare de Genji, l'Emperador, mor; i els seus enemics polítics, el «Ministre de Dret» i la nova mare de l'Emperador («Kokiden») prenen el poder del govern. Aleshores un altre assumpte secret dels amors de Genji surt a la llum: Genji i una concubina del seu germà, l'emperador Suzaku, són descoberts quan es troben en secret. L'Emperador confia en la seva pròpia diversió de Genji amb la dona («Oborozukiyo»), però té el deure de castigar el seu mig germà. Genji és exiliat a la ciutat de Suma a les zones rurals de la província de Harima (ara part de Kobe dins la prefectura de Hyōgo). Allà, un pròsper home d'Akashi, província de Settsu (conegut com el novell d'Akashi) entreté a Genji, i Genji té una relació amorosa amb la filla d'Akashi. Ella dona a llum una filla. L'única filla de Genji, es converteix més tard en l'Emperadriu.
A la capital, l'emperador està preocupat pels somnis del seu difunt pare i alguna cosa comença a afectar els seus ulls. Mentrestant, la seva mare es va fent gran, malalta, la qual cosa debilita la seva poderosa influència en el tron. Per tant, l'emperador ordena l'indult de Genji, i torna a Kyoto. El seu fill i de la Senyora Fujitsubo es converteix en l'emperador i Genji finalitza la seva carrera imperial. El nou emperador Reizei sap que Genji és el seu veritable pare, i eleva el rang de Genji al més alt possible.
No obstant això, quan Genji arriba als 40 anys, la seva vida comença a declinar. El seu status polític no es veu afectat, però la seva vida amorosa i emocional es veu danyada de mica en mica. Es casa amb una altra esposa, l'anomenada «Tercera Princesa» (coneguda com a Onna san no miya a la versió de Seidensticker, o Nyosan a la de Waley). Més tard, ella dona a llum al fill del nebot de Genji («Kaoru»). El nou casament de Genji afecta i modifica la relació entre ell i Murasaki, qui desitja convertir-se en monja.
L'estimada de Genji, Murasaki, mor. Al següent capítol, Maboroshi (en anglès, «Ilusion»), Genji contempla com n'és d'efímera la vida. Immediatament després de Maboroshi, apareix el capítol titulat Kumogakure (en anglès, «Vanished into the Clouds») que es deixa en blanc, però que implica la mort de Genji.
La resta de l'obra és coneguda com els «Capítols Uji». En aquests capítols se segueix a Niou i Kaoru, que són grans amics. Niou és un príncep imperial, el fill de la filla de Genji, l'actual Emperadriu ara que Reizei ha abdicat el tron. Kaoru és conegut arreu com el fill de Genji, però en realitat és fill del nebot d'en Genji. Els capítols mostren la rivalitat entre ambdós personatges per les filles d'un príncep imperial que viu a Uji, una ubicació situada a una certa distància de la capital. El conte acaba bruscament, mostrant a Kaoru preguntant-se si la noia a qui estima ha estat amagada per en Niou. A Kaoru se l'ha anomenat a vegades com el primer antiheroi de la literatura.

### Acabament
Com ja s'ha mencionat anteriorment, el conte o novel·la de Genji acaba d'una forma que s'ha considerat «brusca», al mig d'una frase. Les opinions varien sobre si el final que podem veure, és el que tenia previst l'autora.
Arthur Waley, l'autor de la primera traducció a l'anglès del Genji Monogatari complet, creia que l'obra que tenim actualment és la que es va escriure en el seu moment. Ivan Morris, autor de The World of the Shining Prince, creia que la història no estava completa, però que únicament faltaven unes poques pàgines, o a tot estirar un capítol. Edward Seidensticker, responsable de la segona traducció del Genji, creia que la història no estava completa, i que Murasaki Shikibu no tenia una planificació completa de l'estructura de l'obra amb un «final» concret, i simplement hauria anat escrivint quan podia.

## Context literari
Com que l'obra va ser escrita per a l'entreteniment de la cort japonesa del segle onzè, el treball presenta diverses dificultats per als lectors moderns. Primerament, i segurament el punt més important, és la llengua que usa Murasaki: a la cort japonesa del període Heian la llengua contenia nombroses declinacions i una gramàtica certament complexa. Un altre dels problemes que ens trobem és que a la societat cortesana Heian es considerava rude i descortès el fet d'anomenar els noms de les persones i, per tant, cap dels personatges és nomenat al llarg de l'obra; en lloc d'això, el narrador es refereix als homes segons el seu rang o el punt de la vida on es troben, i a les dones sovint s'hi refereix pel color de la seva roba, per les paraules usades en una trobada, o bé pel rang d'un parent masculí prominent. I tot això dona com a resultat una descripció diferent per un mateix personatge segons el capítol de l'obra.
Un altre aspecte del llenguatge usat és la importància d'utilitzar poesia en les conversacions. Modificar o reescriure un poema clàssic d'acord amb la situació actual era el comportament esperat en la vida de la cort Heian, i sovint servia per a comunicar fines al·lusions de forma oculta. Els poemes al Genji apareixen sovint en la forma Tanka de la clàssica poesia japonesa waka. Molts dels poemes són ben coneguts pel públic, i generalment només en llegir les primeres línies ja es dona per suposat que el lector serà capaç de completar el text per si mateix, de la mateixa forma que avui en dia si es diu «si vas a Roma...» i deixar de forma tàcita la resa de la frase («... fes com els romans»).
Com a la majoria de la literatura Heian, el Genji probablement va ser escrit en la gran majoria (o fins i tot completament) en kana (l'escriptura fonètica japonesa) i no amb els caràcters xinesos, perquè va ser escrit per una dona i destinat a un públic femení, limitant-se principalment a paraules pures del japonès.
Deixant de banda el vocabulari que fa referència a la política i al budisme, el Genji conté molt poques paraules manllevades del xinès. Això té l'efecte de donar a la història, fins i tot de forma molt clara, molta fluïdesa. No obstant això, també porta a la confusió: hi ha una sèrie de paraules del vocabulari en «pur» japonès, que tenen molts significats diferents i, per als lectors moderns, el context no sempre és suficient per determinar el sentit que es pretenia.

## Estructura
La novel·la s'ha dividit tradicionalment en tres parts: les primeres dues que tracten de la vida de Genji, i l'última que desenvolupa els primers anys de dos dels descendents destacats de Genji, Niou i Kaoru. També hi ha alguns petits capítols de transició que se solen agrupar per separat i dels quals l'autoria a vegades és posada en dubte.
1. La pujada i la davallada de Genji
  1. Joventut, capítols 1-33: amor, romanç i exili.
  2. Èxit i revés, capítols 34-41: un tast del poder i la mort de la seva estimada esposa.
2. La transició, capítols 42-44: episodis molt curts que segueixen la mort de Genji
3. Uji, capítols 45-54: descendents oficials i el secret de Genji, Niou i Kaoru

En l'últim i, per tant, 54è, capítol anomenat «El pont flotant dels somnis» (de l'anglès, «The Floating Bridge of Dreams») s'argumenta a vegades que és una part separada de la secció d'Uji, per als estudiosos moderns. Sembla que continuï la història dels capítols anteriors, però té un títol del capítol particularment abstracte. És l'únic capítol on el títol no té cap referència clara dins el text, però això pot ser degut al fet que el capítol està sense acabar. (Aquesta pregunta és més difícil perquè no sabem exactament quan els capítols van adquirir el seu títol.)

### Llista de capítols
Els capítols en anglès aquí llistats provenen de les traduccions fetes per Edward Seidensticker i per Royall Tyler. La primera versió es refereix a l'edició de Seidensticker, i la segona, a la d'en Tyler. No es coneix del cert quan els capítols van obtenir aquest títol. Mencions inicials al Conte fan referència als números del capítol, o contenen una constant alternança de títols per alguns dels capítols. Aquest fet suggereix que els títols es podien haver afegit posteriorment. Els títols dels diferents capítols provenen, en gran part, de les poesies que es mencionen en el capítol en qüestió, o bé al·ludeixen a diferents personatges.

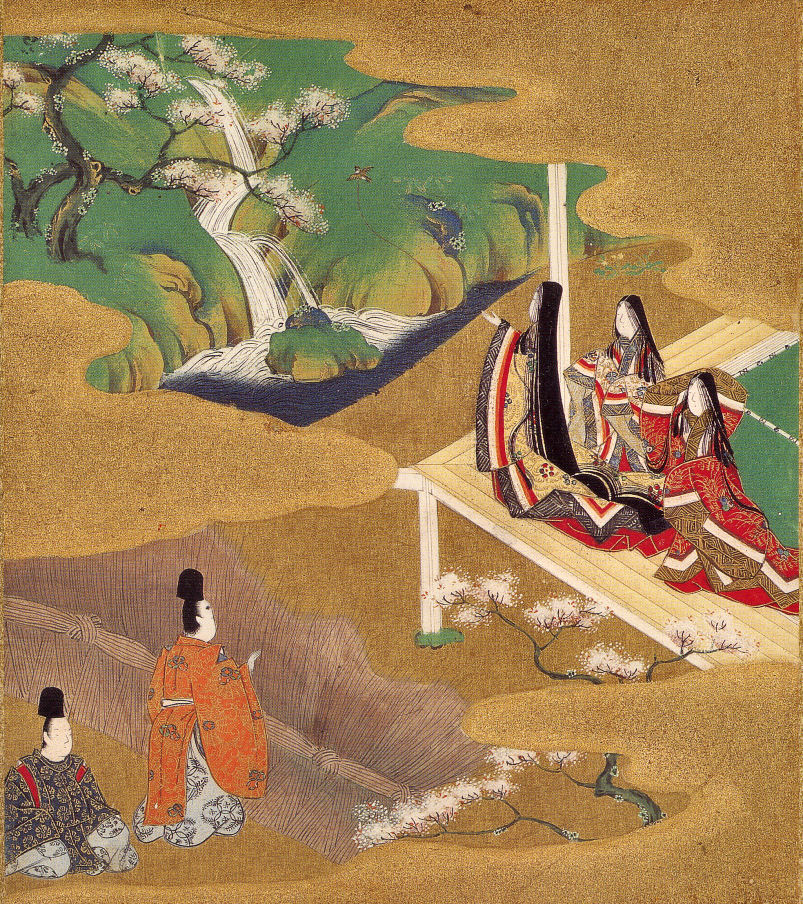
Il·lustració del capítol 5: 若紫 Wakamurasaki («El jove Murasaki»). (Autor: Tosa Mitsuoki, 1617-1691)

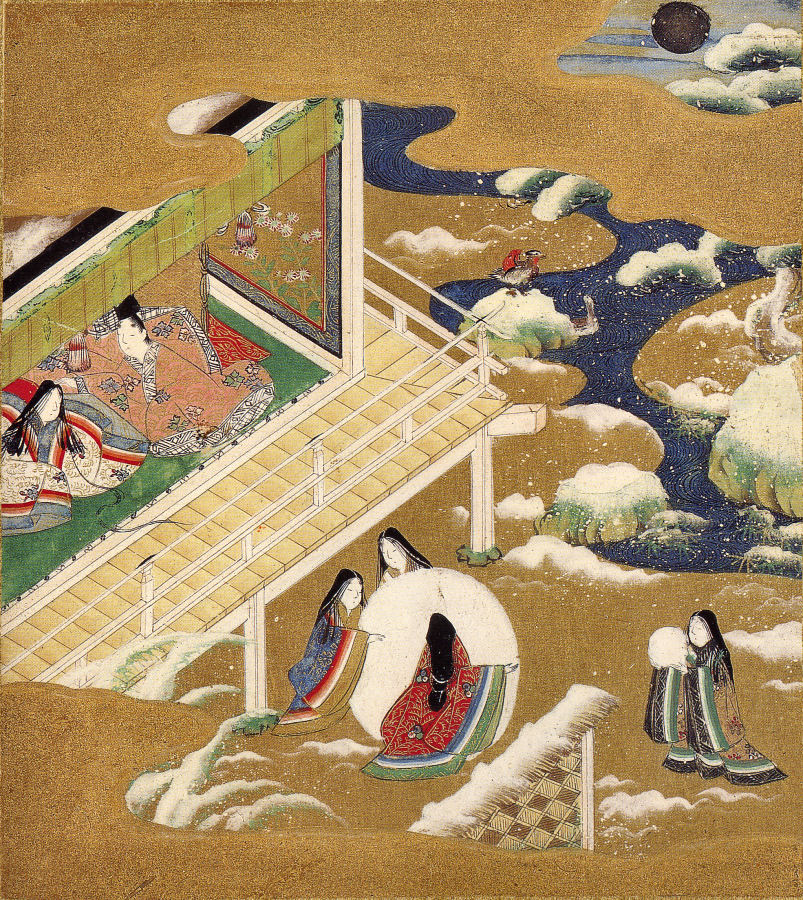
Il·lustració del capítol 20: 朝顔 Asagao («La campànula»). (Autor: Tosa Mitsuoki)

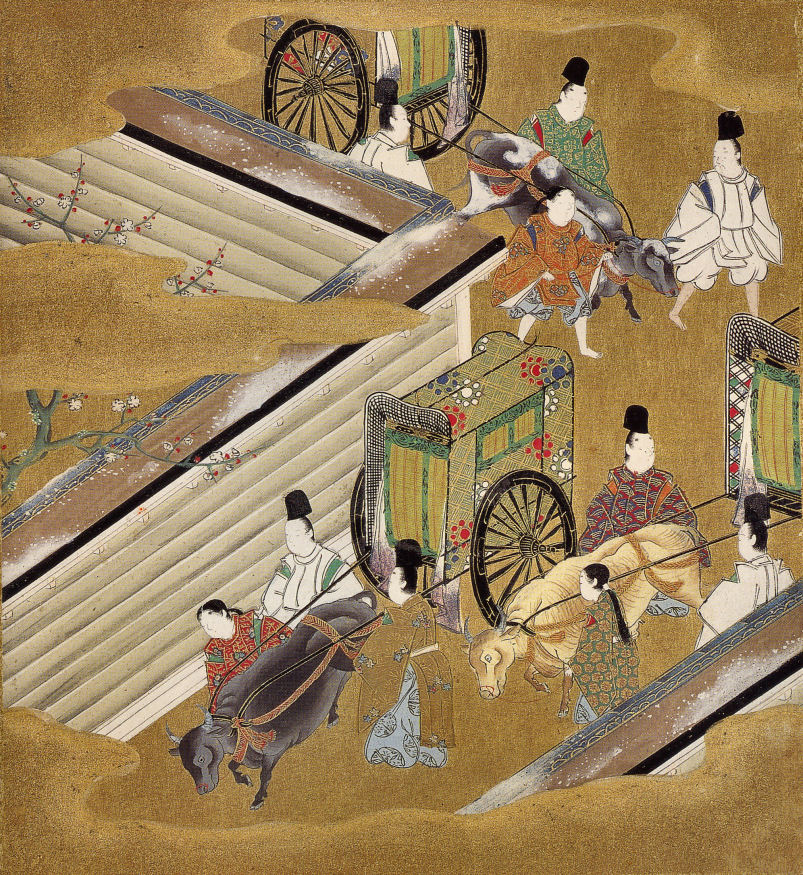
Il·lustració del capítol 42: 匂宮 Niō no Miya («El príncep perfumat»). (Autor: Tosa Mitsuoki)

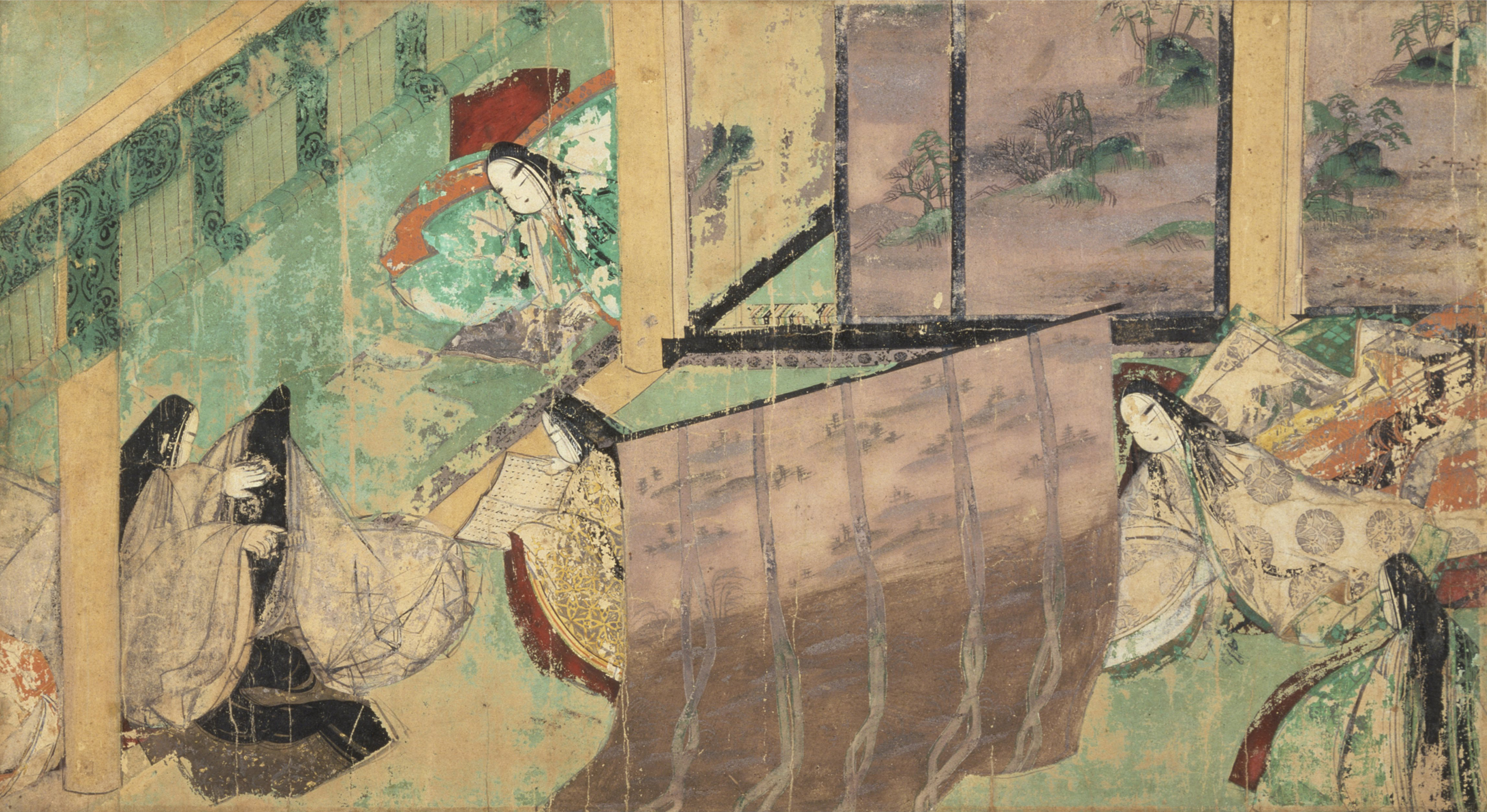
Il·lustració del capítol 50: 東屋 Azumaya («Casa de camp oriental»). (Rotlle del del Museu d'Art Tokugawa)

| Capítol | Japonès                   | Seidensticker                     | Tyler                       |
| ------- | ------------------------- | --------------------------------- | --------------------------- |
| 1       | Kiritsubo (桐壺)          | «Paulownia Court»                 | «Paulownia Pavilion»        |
| 2       | Hahakigi (帚木)           | «Broom Tree»                      | «Broom Tree»                |
| 3       | Utsusemi (空蝉)           | «Shell of the Locust»             | «Cicada Shell»              |
| 4       | Yūgao (夕顔)              | «Evening Faces»                   | «Twilight Beauty»           |
| 5       | Wakamurasaki (若紫)       | «Lavander»                        | «Young Murasaki»            |
| 6       | Suetsumuhana (末摘花)     | «Safflower»                       | «Safflower»                 |
| 7       | Momiji no Ga (紅葉賀)     | «Autumn Excursion»                | «Beneath the Autumn Leaves» |
| 8       | Hana no En (花宴)         | «Festival of the Cherry Blossoms» | «Under the Cherry Blossoms» |
| 9       | Aoi (葵)                  | «Heartvine»                       | «Heart-to-Heart»            |
| 10      | Sakaki (榊)               | «Sacred Tree»                     | «Green Branch»              |
| 11      | Hana Chiru Sato (花散里)  | «Orange Blossoms»                 | «Falling Flowers»           |
| 12      | Suma (須磨)               | «Suma»                            | «Suma»                      |
| 13      | Akashi (明石)             | «Akashi»                          | «Akashi»                    |
| 14      | Miotsukushi (澪標)        | «Channel Buoys»                   | «Pilgrimage to Sumiyoshi»   |
| 15      | Yomogiu (蓬生)            | «Wormwood Patch»                  | «Waste of Weeds»            |
| 16      | Sekiya (関屋)             | «Gatehouse»                       | «At The Pass»               |
| 17      | E Awase (絵合)            | «Picture Contest»                 | «Picture Contest»           |
| 18      | Matsukaze (松風)          | «Wind in the Pines»               | «Wind in the Pines»         |
| 19      | Usugumo (薄雲)            | «Rack of Clouds»                  | «Wisps of Cloud»            |
| 20      | Asagao (朝顔)             | «Morning Glory»                   | «Bluebell»                  |
| 21      | Otome (乙女)              | «Maiden»                          | «Maidens»                   |
| 22      | Tamakazura (玉鬘)         | «Jeweled Chaplet»                 | «Tendril Wreath»            |
| 23      | Hatsune (初音)            | «First Warbler»                   | «Warbler's First Song»      |
| 24      | Kochō (胡蝶)              | «Butterflies»                     | «Butterflies»               |
| 25      | Hotaru (螢)               | «Fireflies»                       | «Fireflies»                 |
| 26      | Tokonatsu (常夏)          | «Wild Carnation»                  | «Pink»                      |
| 27      | Kagaribi (篝火)           | «Flares»                          | «Cressets»                  |
| 28      | Nowaki (野分)             | «Typhoon»                         | «Typhoon»                   |
| 29      | Miyuki (行幸)             | «Royal Outing»                    | «Imperial Progress»         |
| 30      | Fujibakama (藤袴)         | «Purple Trousers»                 | «Thoroughwort Flowers»      |
| 31      | Makibashira (真木柱)      | «Cypress Pillar»                  | «Handsome Pillar»           |
| 32      | Mume ga E (梅枝)          | «Branch of Plum»                  | «Plum Tree Branch»          |
| 33      | Fuji no Uraba (藤裏葉)    | «Wisteria Leaves»                 | «New Wisteria Leaves»       |
| 34      | Wakana: Jō (若菜上)       | «New Herbs, Part I»               | «Spring Shoots I»           |
| 35      | Wakana: Ge (若菜下)       | «New Herbs, Part II»              | «Spring Shoots II»          |
| 36      | Kashiwagi (柏木)          | «Oak Tree»                        | «Oak Tree»                  |
| 37      | Yokobue (横笛)            | «Flute»                           | «Flute»                     |
| 38      | Suzumushi (鈴虫)          | «Bell Cricket»                    | «Bell Cricket»              |
| 39      | Yūgiri (夕霧)             | «Evening Mist»                    | «Evening Mist»              |
| 40      | Minori (御法)             | «Rites»                           | «Law»                       |
| 41      | Maboroshi (幻)            | «Wizard»                          | «Seer»                      |
| X       | Kumogakure (雲隠)         |                                   | «Vanished into the Clouds»  |
| 42      | Niō Miya (匂宮)           | «His Perfumed Highness»           | «Perfumed Prince»           |
| 43      | Kōbai (紅梅)              | «Rose Plum»                       | «Red Plum Blossoms»         |
| 44      | Takekawa (竹河)           | «Bamboo River»                    | «Bamboo River»              |
| 45      | Hashihime (橋姫)          | «Lady at the Bridge»              | «Maiden of the Bridge»      |
| 46      | Shī ga Moto (椎本)        | «Beneath the Oak»                 | «Beneath the Oak»           |
| 47      | Agemaki (総角)            | «Trefoil Knots»                   | «Trefoil Knots»             |
| 48      | Sawarabi (早蕨)           | «Early Ferns»                     | «Bracken Shoots»            |
| 49      | Yadorigi (宿木)           | «Ivy»                             | «Ivy»                       |
| 50      | Azumaya (東屋)            | «Eastern Cottage»                 | «Eastern Cottage»           |
| 51      | Ukifune (浮舟)            | «Boat upon the Waters»            | «A Drifting Boat»           |
| 52      | Kagerō (蜻蛉)             | «Drake Fly»                       | «Mayfly»                    |
| 53      | Tenarai (手習)            | «Writing Practice»                | «Writing Practice»          |
| 54      | Yume no Ukihashi (夢浮橋) | «Floating Bridge of Dreams»       | «Floating Bridge of Dreams» |

El capítol addicional entre el 41 i el 43 en alguns dels manuscrits s'anomena 雲隠 (Kumogakure), és a dir «Esvaït entre els núvols». Aquest capítol és únicament un títol, i probablement pretén evocar la mort de Genji. Alguns erudits han postulat sobre l'existència d'un capítol que s'hauria perdut entre els primers dos capítols, i que hauria introduït els personatges que (en la versió que ens ha arribat) apareixen de forma una mica brusca.

## Història de la transmissió

### Manuscrits
El manuscrit original escrit per Murasaki Shikibu ja no existeix. N'hi ha nombroses còpies, que segons Ikeda Kikan ronden les 300, amb algunes diferències entre elles. Es creu que Shikibu sovint va tornar enrere i va editar els primers manuscrits introduint-hi algunes discrepàncies amb les primeres còpies.
Els diferents manuscrits es classifiquen en tres categories:
- Kawachibon (河内本)
- Aobyōshibon (青表紙本)
- Beppon (別本)

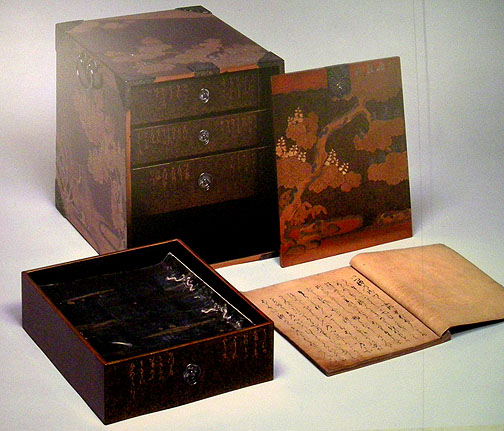
Manuscrits Kawachibon

Al segle xiii, Minamoto no Chikayuki i Fujiwara Teika van dur a terme dos intents per a editar i revisar els diferents manuscrits. El manuscrit Chikayuki és conegut com el Kawachibon; les edicions van ser començades 1236 i completades el 1255. El manuscrit Teika és consegüent com l'Aobyōshibon; les seves edicions són més conservadores i es pensa que representen millor l'original. Aquests dos manuscrits es van utilitzar com a base per a moltes de les futures còpies.
La categoria Beppon representa tots els altres manuscrits que no pertanyen ni al Kawachibon ni a l'Aobyōshibon. Això inclou manuscrits més antics però incomplets, manuscrits mesclats derivats d'ambdues edicions (Kawachibon i Aobyōshibon), i els comentaris.
El 10 de març de 2008 es va anunciar que un manuscrit del període tardà Kamakura s'havia trobat a Kyōto. És el sisè capítol, «Suetsumuhana», i té una extensió de 65 pàgines. La majoria dels manuscrits restants es basen en còpies del manuscrit «Teika», que va introduir revisions a l'original. Aquest manuscrit recentment descobert pertany a una línia diferent i no estava influenciat pel Teika.
El 29 d'octubre del 2008 la Universitat femenina de Konan va anunciar que s'havia trobat un manuscrit de la meitat del període Kamakura.

 És el 32è capítol, Umegae, i se l'ha reconegut com la còpia existent més antiga, datada entre els anys 1240-1280.
Aquest manuscrit beppon està format per 74 pàgines, i difereix dels manuscrits Aobyōshi en els últims quatre punts, mostrant la «possibilitat que el contingut sigui més pròxim al manuscrit original de Murasaki Shikibu».
Hi ha el llibre il·lustrat per Hishikawa Moronobu del 1680 aprox.
Al període Edo (1603-1867) es publicaven versions abreujades de l'obra. Per exemple: El xicotet espill de Genji (publicat al segle xvii).

### Rotlles il·lustrats

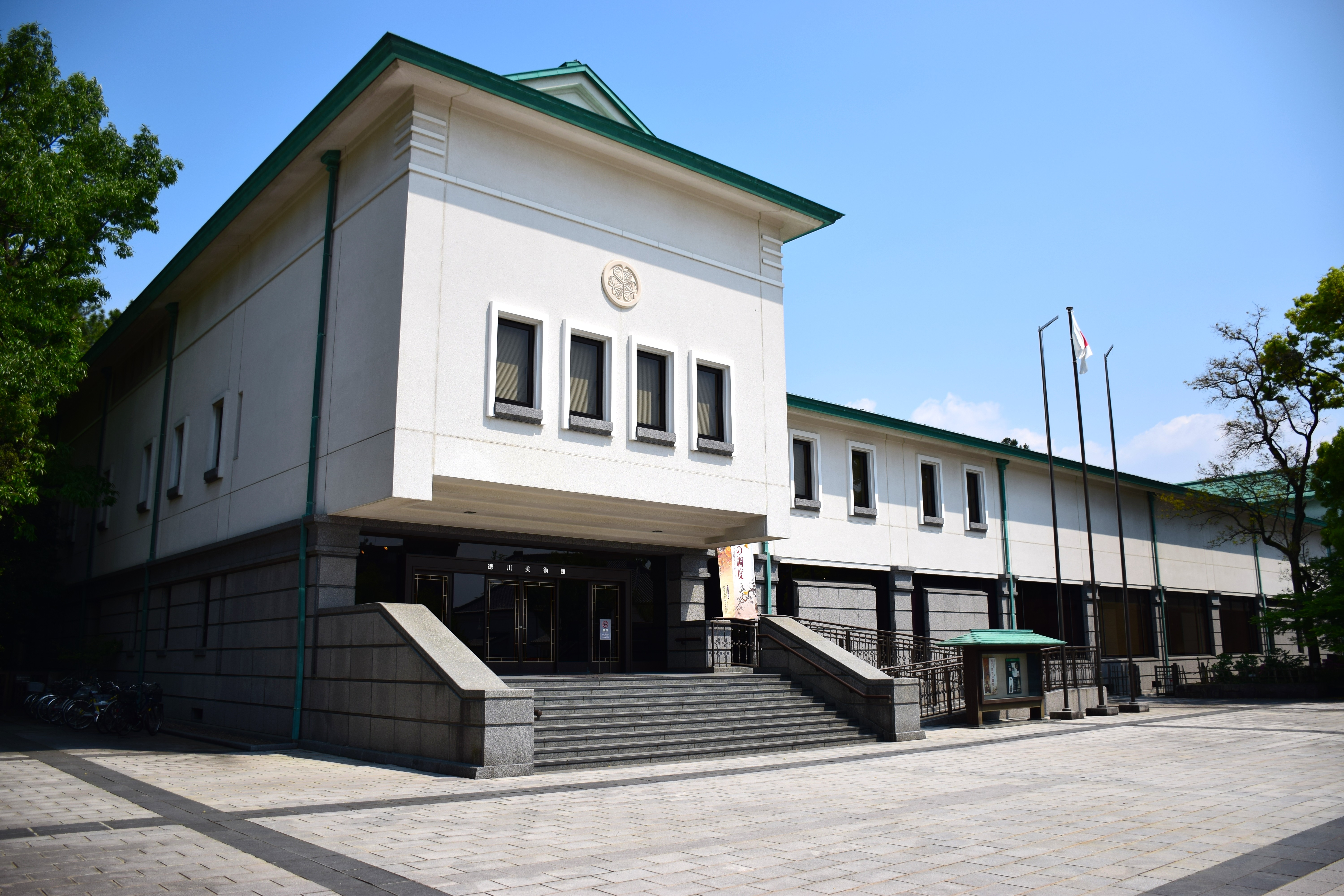
El Museu d'Art Tokugawa a Nagoya conté els rotlles il·lustrats més antics, datats del 1130

Un rotlle del segle xii, el Genji Monogatari Emaki, conté escenes il·lustrades de la història de Genji, juntament amb textos sōgana escrits a mà. Aquest rotlle és el primer exemple existent dels «rotlles il·lustrats» japonesos: un compendi d'il·lustracions i cal·ligrafia en una sola obra. Es creu que el rotlle original comprenia 10-20 rotlles i cobria tots els 54 capítols. Les peces que es conserven inclouen únicament 19 il·lustracions i 65 pàgines de text, més nou pàgines de fragments. S'estima que això significa aproximadament un 15% de l'original previst. El Museu d'Art Tokugawa a Nagoya conté tres dels rotlles transmesos en herència a la branca d'Owari del Clan Tokugawa i un rotlle mantingut a la família Hachisuka és ara al Museu Gotoh a Tòquio. Els rotlles han estat designats com a Tresors Nacionals del Japó. Els rotlles són molt fràgils i normalment no s'exposen al públic, tot i que els rotlles originals del Museu Tokugawa es mostraran al públic del 21 al 29 de novembre del 2009. Des del Heise 13 (2001), s'han mostrat sempre durant una setmana al novembre al Museu Tokugawa. Una gran reproducció fotogràfica i la traducció van ser impreses en una edició limitada per l'editorial Kodansha International.
Altres versions notables són les de Tosa Mitsuoki, qui va viure del 1617 al 1691. Les seves pintures estan basades de forma pròxima a l'estil Heian dels rotlles existents del segle xii i estan totalment completes. El conte també va ser un tema popular en les pintures Ukiyo-e del període Edo.

### Edicions impreses
La que es creu que és la primera edició impresa està datada a l'era Keichō (1596-1615) i presenta la curiositat de ser un dels primers llibres on s'utilitzaren els tipus del sil·labari hiragana. Aquesta edició està formada per 54 volums.

### Lectura moderna

#### Japonès

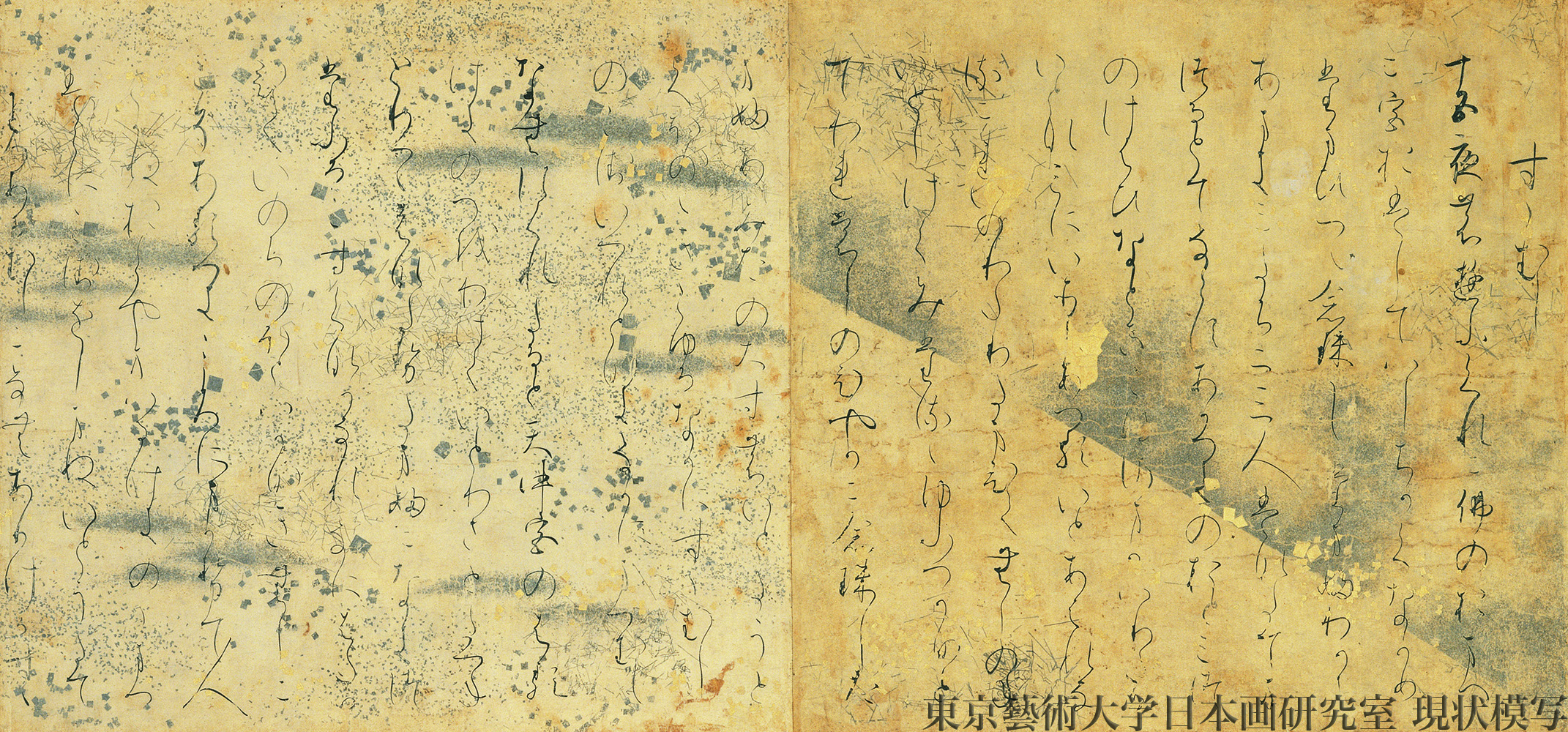
Pàgines il·lustrades del rotlle del

La complexitat de l'estil que s'usa al llibre, i que s'ha mencionat a la secció anterior, fa que sigui força difícil de llegir per una persona amb un japonès «mitjà» i que no s'ha dedicat a estudiar el llenguatge del conte.
Consegüentment, les traduccions al japonès modern i a altres llengües soluciona aquest problema, modernitzant el llenguatge utilitzat; però, desafortunadament, això causa una pèrdua de part del seu significat, es dona nom als personatges, normalment els noms tradicionals utilitzats pels acadèmics. Això dona lloc a anacronismes; per exemple, la primera dona de Genji s'anomena Aoi perquè ella és coneguda com la dama del capítol Aoi, en el que ella mor.
Tant els acadèmics com els escriptors han provat de traduir-lo. La primera traducció al japonès modern va ser realitzada per la poetessa Yosano Akiko. Altres traduccions conegudes van ser fetes pels novel·listes Jun'ichirō Tanizaki i Fumiko Enchi.
Per raó de les diferències culturals, llegir una versió del Genji amb anotacions és molt comú, inclús entre els japonesos. Hi ha diverses versions amb anotacions de novel·listes, incloent-hi Seiko Tanabe, Osamu Hashimoto i Jakucho Setouchi. Moltes obres, incloses sèries de manga i diferents serials televisius, s'han derivat del Genji Monogatari. Com a mínim s'han editat cinc adaptacions del Genji al manga. La versió manga feta per Waki Yamato, Asakiyumemishi (Genji Monogatari en català), és molt llegit entre la joventut japonesa, i una altra versió feta per en Miyako Maki va guanyar el premi de manga Shōgakukan l'any 1989.

#### Traduccions a l'anglès
Actualment, el WorldCat identifica prop de 20 edicions diferents d'aquest llibre. Les cinc traduccions a l'anglès majoritàries són lleugerament diferents entre elles, reflex de les opcions personals del traductor i del període en què es va fer la traducció. Cada versió té els seus mèrits, els seus detractors i els seus defensors, i cada una de les traduccions es distingeix pel nom del traductor. Per exemple, la versió amb menys difusió traduïda per Marutei Tsurunen, en general, tothom s'hi refereix com a «El Tsurunen Genji».
Es reconeixen com les «millors» traduccions les realitzades per Suematsu Kenchō, Arthur Waley, Edward Seidensticker, Helen McCullough i Royall Tyler.
Principals traduccions a l'anglès en ordre cronològic:

- «Suematsu Genji»: El Genji de Suematsu va ser el primer a traduir-se a l'anglès, però és considerada com una traducció de baixa qualitat i actualment, no s'acostuma a llegir. De manera significativa, només alguns dels capítols varen ser completats.
  - Suematsu, Kenchō. (1882). The Tale of Genji. Londres: Trubner.

- «Waley Genji»: El Genji de Waley és considerat com una gran fita de la seva època;[28] però els puristes han puntualitzat que conté diversos errors.[29] Tot i això, quan el Genji de Waley es va publicar per primera vegada, no s'havia pogut rebre amb més entusiasme. En límpida prosa, el «Conte» combina curiosament la sàtira moderna social amb una narrativa amb gran encant. El traductor Waley va fer un gran servei a la literatura al «salvar» per a Occident aquesta obra mestra de l'Orient.[30]
  - Murasaki, Shikibu. (1926-1933).[31]
  - ________________. (1926).[32]
  - ________________. (1952). The tale of Genji 1. Pt. 1 - 3 (tr. Arthur Waley). Londres: Allyn & Unwin. OCLC 174505067 (11 editions)
    - The Tale of Genji[28] (1st part).[33]
    - The Sacred Tree[28] (2nd part).[34]
    - The Wreath of Cloud[28] (3rd part).

  - ________________. (1928). Blue trousers, being the fourth part of «The tale of Genji» (tr. Arthur Waley). Nova York: Houghton Mifflin. OCLC 493840 (2 editions).[30]
  - ________________. (1928).[35]
  - ________________. (1933).[36]
  - ________________. (1934).[37]
  - ________________. (1935).[38]
  - ________________. (1960).[39]

- «Seidensticker Genji»: El Genji de Seidensticker és un intent de corregir el que es percep que eren els errors de Waley però sense convertir-ne la traducció en una versió obsoleta. Seidensticker es manté més propera al text original, però de cara a fer la lectura més amena, es pren algunes llibertats. Per exemple, identifica els diferents personatges pel nom per a fer més llegible el text, i senzill de seguir el fil per a una audiència més àmplia de lectors occidentals.
  - Murasaki Shikibu. (1976).[40]

- «McCullough Genji»:
  - McCullough, Helen Craig. (1994).[41]

- «Tyler Genji»: El Genji de Tyler conté explicacions a peu de pàgina més extenses que les de les traduccions prèvies, on es descriuen les nombroses al·lusions poètiques i els aspectes culturals del conte. Tyler va intentar a consciència imitar l'estil original de formes que les traduccions prèvies no havien fet. Per exemple, aquesta versió no utilitza noms per a la majoria de personatges, identificant-los, en lloc de fer-ho pel nom, de la manera com es feia convencionalment al context del text original al segle xi. La versió de Tyler «té una virtut especial perquè té en compte i para atenció a la manera en què es tracten els personatges, indirectament i cerimonialment. La gran temptació per a un traductor és dir les coses no dites, i Tyler mai entra en aquest joc.»[42]
  - Murasaki Shikibu. (2001) The Tale of Genji. (tr. Royall Tyler). Nova York: Viking Press. ISBN 0-670-03020-1; ISBN 978-0-670-03020-0
  - ________________. (2002).[43]

- Les 4.400 pàgines de l'edició anglesa (basada en la traducció d'Edward Seidensticker) en braille del Genji Monogatari fou  completada l'any 2008 per cinc mestresses de casa japoneses de Setagaya (Tòquio) com una feina voluntària durant cinc anys. Aquesta versió en braille s'ha donat a la Biblioteca Braille del Japó (Japan Braille Library, en anglès, o 日本点字図書館 en japonès) i a la Biblioteca del Congrés dels Estats Units i es pot descarregar a través d'internet.[44]

#### Traduccions al català
La primera traducció al català d'aquesta obra mestra no va sortir a la llum fins a l'any 2006, realitzada per l'escriptor Xavier Roca Ferrer, que també va fer-ne una traducció al castellà. La traducció al català és, però, parcial, només de la primera part de l'obra, dels capítols 1 al 13. Està basada en traduccions directes de referència en anglès, alemany i francès, i Roca Ferrer hi aporta una introducció i notes per a facilitar-ne la lectura.

## Adaptacions

### Cinematogràfiques
El Genji Monogatari s'ha adaptat al cine diverses vegades. El 1951 pel director Kōzaburō Yoshimura, el 1966 pel director Kon Ichikawa, i el 1987 pel director Gisaburo Sugii. Aquesta última adaptació és una pel·lícula d'animació. No és una versió completa del conte, sinó que bàsicament, cobreix els primers 12 capítols, afegint-hi una sèrie de motivacions psicològiques de més que no apareixen explícitament a la novel·la. El 2001, Tonkō Horikawa va realitzar-ne una adaptació amb un repartiment únicament femení. A la pel·lícula, Sennen no Koi - Hikaru Genji Monogatari («Genji, un amor de 1000 anys»), Murasaki explica la història de Genji a una noia com una lliçó del comportament dels homes.
La pel·lícula de l'any 1955 de Kenji Mizoguchi, anomenada Yokihi (o «La Princesa Yang Kwei-fei») es pot considerar com una espècie de protoseqüela del Genji.

### Anime
A principis del 2009, Genji Monogatari Sennenki, una sèrie anime d'onze episodis basada en el Genji Monogatari, es va retransmetre a la televisió japonesa. Aquesta versió va ser dirigida per Osamu Dezaki.

### Òpera
El Genji Monogatari també s'ha adaptat per a l'òpera, de les mans de Minoru Miki; composta durant el 1999, va fer-se'n la primera representació l'any següent a l'Òpera Teatre de Saint Louis, amb el llibret creat per Colin Graham (en anglès), posteriorment traduït al japonès pel compositor.

### Català

#### Edicions en català
- Shikibu, Murasaki. La Novel·la de Genji; traducció de Xavier Roca-Ferrer.  Barcelona: Destino, 2006. ISBN 978-84-9710-090-8.

### Castellà

#### Edicions en castellà
- Gutiérrez, Fernando. Genji Monogatari Romance (en castellà).  Palma: Olañeta, 2004 (El Barquero; 48). ISBN 84-9716-360-5.
- Tyler, Royall. La Historia de Genji/ Murasaki Shikibu; edició: Royall Tyler; traducció: Jordi Fibla (en castellà).  Girona: Atalanta, 2006 (Memoria mundi; 3). ISBN 84-934625-2-7.

#### Sobre el període Heian
- Morris, Ivan. El mundo del príncipe resplandeciente; Proleg i traducció: Jordi Fibla (en castellà).  Vilaür: Edicions Atalanta, 2007 (Memoria Mundi). ISBN 978-84-935313-9-3.
- Sarashina, Dama. Sueños y ensoñaciones de una dama de Heian; Proleg: Carlos Rubio; Traducció: Akiko Imoto i Carlos Rubio (en castellà).  Vilaür: Edicions Atalanta, 2008. ISBN 978-84-935763-5-6.
- VV.AA., Dama. Diarios de damas de la corte Heian (en castellà).  Barcelona: Edicions Destino, 2007 (Memoria Mundi). ISBN 978-84-233-3971-6.

### Anglès
- Bargen, Doris G «Spirit Possession in the Context of Dramatic Expressions of Gender Conflict: The Aoi Episode of the Genji monogatari» (en anglès). Harvard Journal of Asiatic Studies, 48(1), 6-1988, pàg. 95-130.
- Bargen, Doris G «The Search for Things Past in the Genji monogatari» (en anglès). Harvard Journal of Asiatic Studies, 51(1), 6-1991, pàg. 199-232.
- Bargen, Doris G. A Woman's Weapon: Spirit possession in the Tale of Genji (en anglès).  Honolulu (Hawaii): University of Hawaiʻi Press, 1997.
- Bowring, Richard John. Murasaki shikibu, The Tale of Genji (en anglès).  Cambridge; Nova York: Cambridge University Press, 1988.
- Childs, Margaret H «The value of vulnerability: Sexual coercion and the nature of love in japanese court of literature» (en anglès). Journal of Asian Studies, 58(4), 1999, pàg. 1059-1080.
- Chisholm, Julianne Kaui «The Steel-belted Radial of Karma: The End of Genji» (en anglès). The Journal of the Association of Teachers of Japanese, 28(2), 11-1994, pàg. 183-93.
- D'Etcheverry, Charo B. Love after The Tale of Genji: Rewriting the World of the Shining Prince.  Cambridge, Mass: Harvard University Press, 2007.
- Field, Norma. The Splendor of Longing in the Tale of Genji.  Princeton, N.J: Princeton University Press, 1987.
- Friday, Karl «Teeth and Claws. Provincial Warriors and the Heian Court» (en anglès). Monumenta Nipponica, 43(2), 1988, pàg. 153-85.
- Gatten, Aileen «A Wisp of Smoke. Scent and Character in the Tale of Genji» (en anglès). Monumenta Nipponica, 32(1), 1977, pàg. 35-48.
- Gatten, Aileen «The Order of the Early Chapters in the Genji monogatari» (en anglès). Harvard Journal of Asiatic Studies, 41(1), 6-1981, pàg. 5-46.
- Gatten, Aileen «Weird Ladies: Narrative Strategy in the Genji monogatari» (en anglès). The Journal of the Association of Teachers of Japanese, 21(1), 4-1986, pàg. 29-48.
- Goff, Janet Emily. Noh Drama and the Tale of Genji: The Art of Allusion in Fifteen Classical Plays.  Princeton, N.J: Princeton University Press, 1991.
- Henitiuk, Valeria «Going to Bed with Waley: How Murasaki Shikibu Does and Does Not Become World Literature» (en anglès). Comparative Literature Studies, 45(1), 2008, pàg. 40-61.
- Hirota, Akiko «The Tale of Genji: From Heian Classic to Heisei Comic» (en anglès). Journal of Popular Culture, 31(2), 1997, pàg. 29-68.
- Kamens, Edward B. Approaches to Teaching Murasaki Shikibu's The Tale of Genji.  Nova York: Modern Language Association of America, 1993.
- Knapp, Bettina L «Lady Murasaki Shikibu's the Tale of Genji: Search for the Mother» (en anglès). Symposium, 46(1), 1992, pàg. 34-48.
- McCullough, William H «Japanese Marriage Institutions in the Heian Period» (en anglès). Harvard Journal of Asiatic Studies, 27, 1967, pàg. 103-167.
- Morris, Ivan I. The World of the Shining Prince: Court Life in Ancient Japan.  Nova York: Kodansha International, 1964.
- Morris, Ivan I. The Tale of Genji Scroll [Genji monogatari emaki].  Tokyo: Kodansha nternational, 1971.
- Mostow, Joshua S «Painted Poems, Forgotten Words. Poem-Pictures and Classical Japanese Literature» (en anglès). Monumenta Nipponica, 47(3), 1992, pàg. 323-346.
- Mostow, Joshua S «"Picturing" in The Tale of Genji» (en anglès). The Journal of the association of Teachers of Japanese, 33(1), 4-1999, pàg. 1-25.
- Murase, Miyeko. Iconography of the Tale of Genji: Genji monogatari ekotoba.  Nova York: Weatherhill, 1983.
- Murase, Miyeko. The Tale of Genji: Legends and Paintings.  Nova York: G. Braziller, 2001.
- Nickerson, Peter «The Meaning of Matrilocality. Kinship, Property, and Politics in Mid-Heian» (en anglès). Monumenta Nipponica, 48(4), 1993, pàg. 429-67.
- Nihon Koten Bungaku Daijiten: Kan'yakuban.  Tōkyō: Iwanami Shoten, 1986. ISBN 4-00-080067-1.
- Okada, H. Richard. Figures of Resistance: Language, Poetry, and Narrating in the Tale of Genji and Other Mid-Heian Texts (en anglès).  Durham: Duke University Press, 1991.
- Pekarik, Andrew. Ukifune: Love in the tale of genji (en anglès).  Nova York: Columbia University Press, 1982.
- Puette, William J. Guide to the Tale of Genji by Murasaki Shikibu (en anglès).  Rutland, Vt: C.E. Tuttle, 1983.
- Rowley, Gillian Gaye. Yosano Akiko and the Tale of Genji (en anglès).  Ann Arbor, MI: Center for Japanese Studies, University of Michigan, 2000.
- Seidensticker, Edward G. The Tale of Genji. 1.  Turtle Publishing, 1976. ISBN 978-4-8053-0919-3.
- Seidensticker, Edward G. The Tale of Genji. 2.  Turtle Publishing, 1976. ISBN 978-4-8053-0920-9.
- Shirane, Haruo «The Aesthetics of Power: Politics in the Tale of Genji» (en anglès). Harvard Journal of Asiatic Studies, 45(2), 12-1985, pàg. 615-47.
- Shirane, Haruo. The Bridge of Dreams: A Poetics of the Tale of Genji (en anglès).  Stanford, Calif.: Stanford University Press, 1987.
- Shirane, Haruo. Envisioning the Tale of Genji: Media, Gender, and Cultural Production (en anglès).  Nova York: Columbia University Press, 2008.
- Stevenson and Ho, Barbara and Cynthia O. Crossing the Bridge: Comparative Essays on Medieval European and Heian Japanese Women Writers (en anglès).  Nova York: Palgrave, 2000.
- Tyler, Royall «"I Am I": Genji and Murasaki» (en anglès). Monumenta Nipponica, 54(4), 1999, pàg. 435-480.
- Tyler, Royall. The Tale of Genji (en anglès).  Nova York: Viking, 2001.
- Tyler, Royall «Marriage, Rank and Rape in The Tale of Genji» (en anglès). Intersections: Gender, History and Culture in the Asian Context, 7, 3-2002.
- Tyler, Royall and Susan «The Possession of Ukifune» (en anglès). Asiatica Venetiana, 5, 2002, pàg. 177-209.
- Tyler, Royall «Rivalry, Triumph, Folly, Revenge: A Plot Line through the Tale of Genji» (en anglès). Journal of Japanese Studies, 29(2), 2003, pàg. 251-87.
- Ury, Marian «A Heian Note on the Supernatural» (en anglès). The Journal of the Association of Teachers of Japanese, 22(2), 1988, pàg. 189-94.
- Lwarence, Hollendaisde. Nihon Koten Bungaku Taikei 14: Genji Monogatari 1 (en japonès).  Tōkyō: Iwanami Shoten, 1958. ISBN 4-000-60014-1.
- Yoda, Tomiko «Fractured Dialogues: Mono no aware and Poetic Communication in the Tale of Genji» (en anglès). Harvard Journal of Asiatic Studies, 59(2), 12-1999, pàg. 523-57.